# SN 2005gl
SN 2005gl — сверхновая звезда типа II-n, вспыхнувшая 5 октября 2005 года в галактике NGC 266, которая находится в созвездии Андромеда.

## Характеристики
Сверхновая была зарегистрирована американским астрономом-любителем Тимом Пакеттом (англ. Tim Puckett)), а также П. Сераволо (англ. P. Ceravolo, США) и Ясуо Сано (англ. Yasuo Sano, Япония). Прародителем сверхновой была яркая голубая переменная, получившая наименование NGC266 LBV 1. SN 2005gl относится к типу II-n, то есть взрыв был обусловлен сколлапсировавшим массивным ядром звезды.
Анализируя архивы фотографий космического телескопа «Хаббл», исследователи обнаружили снимок прародителя, сделанный в 1997 году. Его светимость перед взрывом превышала солнечную в миллион раз. Согласно современной теории звёздной эволюции, звезда не должна была взорваться на столь раннем этапе жизни. Её масса приблизительно равнялась 100 массам Солнца, и на этом этапе у неё не должно было сформироваться тяжёлое железное ядро, которое является необходимым условием для запуска механизма сверхновой. Это противоречие заставляет пересмотреть существующие модели сверхновых. В связи с этим представляет интерес звезда η Киля, находящаяся на расстоянии около 10 тыс. световых лет от нас, которая тоже относится к классу ярких голубых переменных. Возможно, тщательное наблюдение за ней позволит понять природу SN 2005gl.
Событие произошло на расстоянии 215 миллионов световых лет от нас — в спиральной галактике NGC 266. Местоположение сверхновой — 29,8" к востоку и 16,7" к северу от центра родительской галактики, в одном из её внешних рукавов.